# Emmanuel Vasseur
Pour les articles homonymes, voir Vasseur.
Emmanuel Vasseur est un footballeur français né le 3 septembre 1976 à Calais (Pas-de-Calais).

## Biographie
Formé à Calais, ce milieu de terrain gaucher est finaliste de la Coupe de France en 2000 contre Nantes. Peintre en bâtiment, il est alors considéré par les observateurs comme le plus talentueux des calaisiens. 
Il signe finalement dans des circonstances douloureuses[Quoi ?] en janvier 2001 un contrat avec le club anglais de Leyton Orient, qui évolue en quatrième division anglaise, pour un salaire compris entre 70 000 et 90 000 francs par mois,. 
Il ne fait que deux apparitions en Angleterre et revient à Calais pendant l'été, en National (3e division). À la suite du dépôt de bilan du club nordiste, il commence un parcours itinérant en championnat de France amateur, sans jamais retrouver l'éclat de l'année 2000. 
En 2008, il revient pour trois saisons dans le club de ses débuts.

## Carrière de joueur
- 1998-décembre 2000 :  Calais RUFC
- janvier 2001-2001 :  Leyton Orient
- 2001-2002 :  Calais RUFC
- 2002-2003 :  Racing Club de Paris
- 2003-2004 :  Perpignan Canet FC
- 2004-2005 :  Calais RUFC
- 2005-2008 :  US Gravelines Foot
- 2008-2011 :  Calais RUFC[4]

## Palmarès
- Finaliste de la Coupe de France en 2000 avec le Calais RUFC
- Champion de CFA 2 en 2010 (Groupe A) et en 2011 (Groupe B) avec Calais